# Калиново (Днепропетровская область)
Калиново (укр. Калинове, до 2024 года — Маёвка) — село, Чумаковский сельский совет, Днепровский район, Днепропетровская область, Украина.
Код КОАТУУ — 1221488005. Население по переписи 2001 года составляло 428 человек.

## Географическое положение
Село Калиново находится в 2,5 км от правого берега реки Кильчень, на расстоянии в 1 км от села Виноградное.